# Кирундо (провинция)
Кирундо е най-северната от 18-те провинции на Бурунди. Обхваща територия от 1703 km2. Столица е едноименният град Кирундо. 
На територията на провинция Кирундо са разположени три големи езера: Кохоха, Рверу и Рвихинда. 

## Общини
Провинция Кирундо включва седем общини:
- община Бвамбарангве
- община Вумби
- община Бугабира
- община Бусони
- община Гитобе
- община Кирундо
- община Нтега